# ISDN
ISDN је енглеска скраћеница за Integrated Services Digital Network, и ознака је за дигиталну телефонску технологију. ISDN је настао у касним 1970им годинама.
Постоје два основна типа пристума ISDN мрежи:
- Базни приступ - састоји се од две телефонске линије тзв. Б канала од 64 Кбпс, и од једног Д канала од 16Кбпс (који служи за синхронизацију).
- Примарни приступ - ова врста приступа има многоструке Б канале и њихов максимум зависи од телефонске мреже: Северна Америка i Јапан 23Б+Д (укупно 1.544 Мбпс (Т1), док у Европи, Аустралији: 30Б+Д (укупно 2.048 Мбпс (Е1))